# إدي واشنطن
إدي واشنطن (بالإنجليزية: Eddie Washington)‏ هو سياسي أمريكي، ولد في 8 يونيو 1953 في الولايات المتحدة، وتوفي في 4 يونيو 2010 في شيكاغو في الولايات المتحدة بسبب نوبة قلبية. حزبياً، نشط في الحزب الديمقراطي. وقد انتخب عضو مجلس نواب إلينوي.

## وصلات خارجية
- الموقع الرسمي